# Rosiejów
Rosiejów – wieś w Polsce położona w województwie świętokrzyskim, w powiecie kazimierskim, w gminie Skalbmierz. Leży przy drodze wojewódzkiej nr 783.
| SIMC    | Nazwa         | Rodzaj    |
| ------- | ------------- | --------- |
| 0267996 | Krzysztoforia | część wsi |

W latach 1975–1998 miejscowość administracyjnie należała do województwa kieleckiego.

## Historia
Dawniej też Rosiejowice, od staropolskiej nazwy osobowej Rosiej. Prowadzone tu od lat 20. XX w. badania archeologiczne potwierdziły osadnictwo z epoki neolitu sięgające 4000 p.n.e. Znaleziono tu szereg siekier krzemiennych, toporów kamiennych ceramikę oraz grobowce. Pozostawiła je ludność pucharów lejkowatych oraz kultury ceramiki sznurowej 3000 p.n.e. W pobliżu wsi kurhany z epoki brązu usypane przez ludność kultury trzcinieckiej – ok. 1500 p.n.e. Wieś zapisana w źródłach w 1376 w formie Roszeyow. Według Jana Długosza dziesięciny z tej wsi stanowiły uposażenie prebendy i kanonii zwanej rosiejowską przy katedrze krakowskiej. W 1581 własność kasztelanii krakowskiej – 13 1/2 łana kmiecego, 3 zagrodników bez roli, 5 komorników bez bydła, 1 rzemieślnik. W latach 1787–1792 właścicielem był szambelan królewski Antoni Bzowski. Był tu wówczas dwór, browar, młyn, karczma. We wsi mieszkało wówczas 5 żydów, którzy należeli do kahału w Działoszycach. W 1827 było tam 27 domów i 185 mieszkańców, w 1999 – 95 domów i 363 mieszkańców.
W 1918 we wsi należącej wówczas do tzw. Republiki Pińczowskiej doszło do strajku rolnego. Strajkujący uwiezieni przez ekspedycje karną w zabudowaniach folwarcznych, zostali uwolnieni w czasie odsieczy zorganizowanej przez Jana Lisowskiego.
W Rosiejowie działa jednostka OSP oraz MDP ze swoją siedzibą w wiejskiej remizie.
Istnieje także kaplica, którą wybudowała ludność wsi Rosiejów.
Rosiejów posiada także własna drużynę piłkarską.

## Znani mieszkańcy
Mariola Bączek - Przewodnicząca zespołu "Rosiejowianki"